# Sandro Eric Sosing
Sandro Eric Sosing (* 24. August 1983 in Tacloban) ist ein philippinischer Dartspieler.

## Karriere
Sandro Eric Sosing spielte 2023 die PDC Asian Tour, wo er am Ende unter den 20 besten Spielern gelistet war. Insbesondere durch einen Halbfinal-Einzug am letzten Wochenende der Tour konnte er sich für die zweiten PDC Asian Championship qualifizieren. Durch einen Gruppensieg zog er hier ins Viertelfinale ein, wo er über seinen Landsmann Sonny Millo Balagat siegte. Im Halbfinale besiegte Sosing dann den Japaner Ryūsei Azemoto. Im Finale traf er schließlich auf Haruki Muramatsu, der sich zu Beginn eine Führung erspielen konnte. Sosing holte jedoch auf und erzwang einen Decider. Dort überwarf er versehentlich 133 Punkte und Muramatsu sicherte sich den Titel. Durch seine Teilnahme konnte er sich dennoch für die PDC World Darts Championship 2024 qualifizieren und war damit einer von insgesamt vier Teilnehmern seines Landes. Bei seinem WM-Debüt spielte Sosing in der ersten Runde gegen den Engländer Lee Evans und unterlag mit 0:3. 
Bei seiner zweiten WM-Teilnahme musste er sein Spiel gegen Ian White aufgrund gesundheitlicher Probleme kurzfristig absagen. Er wurde ins Krankenhaus eingeliefert, wo er mit dem Guillain-Barré-Syndrom diagnostiziert wurde.

## Weltmeisterschaftsresultate
- 2024: 1. Runde (0:3-Niederlage gegen  Lee Evans)
- 2025: 1. Runde (nicht angetreten gegen  Ian White)